# Ituata (distrito)
Ituata é um distrito do Peru, departamento de Puno, localizada na província de Carabaya.

## Transporte
O distrito de Ituata é servido pela seguinte rodovia:
- PU-101, que liga a cidade ao distrito de Ayapata
- PU-100, que liga a cidade de Santa Rosa ao distrito
- PU-103, que liga a cidade de San Gabán  ao distrito de Coasa [1][2][3]